# Скотт Паттерсон (лижник, нар. 1992)
Скотт Паттерсон (28 січня 1992 , Макколл, Айдахо ) — американський лижник. Учасник зимових Олімпійських ігор 2018. 
У лижних перегонах виступав за Середню школу Південного Анкориджа, де тричі ставав чемпіоном штату Аляска. Потім разом із сестрою Кейтлін виступав за Університет Вермонта. Нині на професійному рівні представляє Тихоокеанський університет Аляски та збірну США з лижних перегонів. На Чемпіонаті світу 2021 в Оберсдорфі (Німеччина) посів 10-те місце в перегонах на 50 км класичним стилем.

## Результати за кар'єру
Усі результати наведено за даними Міжнародної федерації лижного спорту.

### Олімпійські ігри
| Рік  | Вік | 15 км індивідуальні пер. | 30 км скіатлон | 50 км мас-старт | Спринт | 4 × 10 км естафета | Командна першість спринт |
| ---- | --- | ------------------------ | -------------- | --------------- | ------ | ------------------ | ------------------------ |
| 2018 | 26  | 21                       | 18             | 11              | —      | 13                 | —                        |

### Чемпіонати світу
| Рік  | Вік | 15 км індивідуальні пер. | 30 км скіатлон | 50 км мас-старт | Спринт | 4 × 10 км естафета | Командна першість спринт |
| ---- | --- | ------------------------ | -------------- | --------------- | ------ | ------------------ | ------------------------ |
| 2019 | 27  | 30                       | 30             | 23              | —      | 9                  | —                        |
| 2021 | 29  | 27                       | 14             | 10              | —      | 8                  | —                        |

### Кубки світу

#### Підсумкові місця в Кубку світу за роками
| Сезон | Вік | Місце в дисципліні | Місце в дисципліні | Місце в дисципліні | Місце в Скі Тур | Місце в Скі Тур | Місце в Скі Тур | Місце в Скі Тур   | Місце в Скі Тур |
| Сезон | Вік | Загалом            | Дистанція          | Спринт             | Nordic Opening  | Тур де Скі      | Скі Тур 2020    | Фінал Кубка світу | Скі Тур Канада  |
| ----- | --- | ------------------ | ------------------ | ------------------ | --------------- | --------------- | --------------- | ----------------- | --------------- |
| 2016  | 24  | НК                 | НК                 | НК                 | —               | —               | Н/Д             | Н/Д               | 46              |
| 2017  | 25  | 95                 | 62                 | НК                 | —               | —               | Н/Д             | 41                | Н/Д             |
| 2018  | 26  | 103                | 71                 | НК                 | 55              | —               | Н/Д             | 57                | Н/Д             |
| 2019  | 27  | 119                | 82                 | НК                 | 60              | —               | Н/Д             | 45                | Н/Д             |
| 2020  | 28  | НК                 | НК                 | НК                 | 69              | —               | —               | Н/Д               | Н/Д             |
| 2021  | 29  | 60                 | 44                 | НК                 | 42              | 37              | Н/Д             | Н/Д               | Н/Д             |